# Protanypus gracilis
Protanypus gracilis är en tvåvingeart som beskrevs av Makarchenko 1982. Protanypus gracilis ingår i släktet Protanypus och familjen fjädermyggor. Inga underarter finns listade i Catalogue of Life.